# Shark Week
Pour plus de détails, voir Fiche technique et Distribution.
Shark Week est un film à petit budget réalisé par Christopher Ray, sorti directement en vidéo en août 2012.

## Synopsis
Des personnes ne se connaissant pas se retrouvent enlevés et isolées sur une île déserte par le biais d'un riche homme d'affaires. Elles doivent participer à un jeu morbide : survivre pendant sept jours sur cette île infestée de requins.

## Fiche technique
- Titre : Shark Week
- Réalisation : Christopher Ray
- Scénario : H. Perry Horton et Liz Adams
- Casting : Gerald Webb
- Composition musicale : Chris Ridenhour
- Production :
  - Producteur : David Michael Latt
  - Producteur exécutif : David Rimawi
  - Coproducteur : Paul Bates
- Date de sortie DVD :
  -  États-Unis : 28 août 2012
- Date de première diffusion télévisuelle :
  -  France : 2 septembre 2013

## Distribution
- Patrick Bergin : Tiberon
- Yancy Butler : Elena
- Joshua Michael Allen : Cal (crédité Josh Allen)
- Erin Coker : Regan
- Bart Baggett (en) : Holt
- Frankie Cullen : Frankie
- Valerie K. Garcia : Layla
- Billy Ray : Guerra
- Meredith Thomas : Francine
- Robert Wallace : Pete
- Eric Wilson : Roger
- Israel Wright : Alejandro
- Josh Williams : Homme de main #1
- John Paul Bennett : Homme de main #2